# Komm, gib mir deine Hand / Sie liebt dich
«Komm, gib mir deine Hand» / «Sie liebt dich» es un sencillo lanzado el 4 de febrero de 1964 en Alemania Occidental por la banda de rock británica The Beatles. Contiene las versiones en alemán de «I Want to Hold Your Hand» y «She Loves You», respectivamente.
«Sie liebt dich» se publicó junto a «I'll Get You» —lado B original de «She Loves You»— en los Estados Unidos el 21 de mayo de 1964. Este lanzamiento alcanzó el número 97 en el Billboard Hot 100.
Ambas pistas se incluyeron en la recopilación Past Masters, de 1988.

## Composición
La letra fue traducida al idioma alemán por Camillo Felgen —un cantante, letrista y presentador de televisión y radio luxemburgués— a petición de Otto Demmler, productor alemán para EMI. Demmler le pidió también a Felgen que volara a París, donde estaban de gira los Beatles, para que trabajara en las traducciones y que les enseñara fonéticamente la nueva letra de sus canciones durante una sesión de grabación. Felgen usó «Jean Nicolas» como alias para su crédito de composición: su nombre completo era Camille Jean Nicolas Felgen. Además de él, también se acreditaron a dos autores más: un «Heinz Hellmer» en «Komm, gib mir deine Hand» y un «Lee Montague» en «Sie liebt dich». Heinz Hellmer era el seudónimo de Monique Falk, una exitosa compositora lírica alemana y esposa de un programador radiofónico de música de baile y schlager en los años de 1960. Y Lee Montague era el seudónimo de Lawrence «Larry» M. Yaskiel, un ciudadano londinense que había trabajado como maestro de escuela dominical y vendedor de enciclopedias antes de que se involucrase en la música pop de Alemania en la década de 1960. Allí trabajó para el sello Deutsche Vogue primero y para varias compañías productoras y A&M Records después, antes de que se retirara a vivir a las islas Canarias.

## Grabación
La rama de EMI en Alemania les insistió a Brian Epstein y George Martin de que los Beatles debieran grabar sus canciones más exitosas en alemán para que pudieran vender más discos en el país, por lo que Martin aceptó.
La banda estaba en Francia para dar una serie de diecinueve conciertos en el teatro Olympia de París. La sesión de grabación estaba inicialmente programada para que se pudiera efectuar el 27 de enero, pero los Beatles se mostraron reacios a asistir, por lo que George Martin los tuvo que persuadir. En su única sesión de grabación fuera del Reino Unido posterior a su firma con Parlophone, los Beatles grabaron las versiones alemanas de «I Want to Hold Your Hand» y «She Loves You» —«Komm, gib mir deine Hand» y «Sie liebt dich», respectivamente— además de «Can't Buy Me Love», la nueva canción de Paul McCartney, el 29 de enero de 1964 en los estudios Pathé Marconi de EMI en París.
«Komm, gib mir deine Hand» fue la primera canción en grabarse. Los Beatles lo hicieron en once tomas vocales en alemán, de forma que se pudieran mezclar con la base instrumental original de la canción. A la pista se agregaron las palmadas. Para «Sie liebt dich», los Beatles tuvieron que grabar de nuevo la parte instrumental, ya que la original se había perdido. Lo hicieron en trece tomas seguido por la grabación de su letra en alemán, en la cual se mantuvo el fraseo inglés característico del «yeah, yeah, yeah».
Las mezclas estereofónicas de «Komm, gib mir deine Hand» y «Sie liebt dich» fueron mezcladas por George Martin el 13 de marzo de 1964 en los estudios EMI de Londres mientras los Beatles filmaban A Hard Day's Night. Se enviaron copias de las mezclas a Alemania Occidental y Estados Unidos.
Martin dijo más tarde sobre las canciones: «Tenían razón, en realidad, no era necesario que grabaran en alemán, pero no carecían de gracia; hicieron un buen trabajo».

## Publicación y recepción

### Alemania Occidental
«Komm, gib mir deine Hand» / «Sie liebt dich» se publicó en Alemania Occidental el 4 de febrero de 1964, después de que las versiones originales de sus canciones se hallasen lanzado respectivamente en noviembre y agosto de 1963. Algunas copias del sencillo se importaron además para el mercado de Dinamarca.
«Komm, gib mir deine Hand»
La versión en inglés de «I Want to Hold Your Hand» había entrado en enero en la posición número 43 de la lista mensual de Der Musikmarkt, desde donde subió al mes siguiente al número 15. Ya en marzo alcanzó el número uno durante dos meses con la indicación de «I Want to Hold Your Hand (Komm, gib mir deine Hand)», una vez que se había publicado también la versión alemana de la canción. Con esa indicación conjunta, «I Want to Hold Your Hand» bajó al número 4 en mayo y al número 7 en junio antes de que desapareciera al mes siguiente de la lista.
«Sie liebt dich»
En enero, la versión inglesa de «She Loves You» hizo su entrada en el número 37 de Der Musikmarkt, desde donde subió en febrero al número 36. En marzo alcanzó el número 12 con la indicación de «She Loves You (Sie liebt dich)», una vez que había aparecido también su versión alemana. Ya en abril y con esa indicación conjunta, «She Loves You» alcanzó el número 7 de la lista, antes de que cayera al número 11 y desapareciera ya en junio de 1964, un mes antes de que lo hiciera «I Want to Hold Your Hand (Komm, gib mir deine Hand)» en julio de 1964.

### Otros países
Australia
«Komm, gib mir deine Hand» / «Sie liebt dich» (por «Die Beatles») se publicó, además de en Alemania Occidental, en Australia el 21 de junio de 1964 durante la gira de la banda por el país. Fue el único sencillo de los Beatles que no subió a las listas musicales australianas.
Estados Unidos
«Sie liebt dich» fue lanzado por Swan Records como sencillo en los Estados Unidos el 21 de mayo de 1964. En él se contenía el lado B original de «She Loves You», «I'll Get You». Swan Records había lanzado «She Loves You» en septiembre de 1963, por lo que reclamó los derechos para poder publicar también su versión alemana de «Sie liebt dich». El sencillo alcanzó el número 97 en el Billboard Hot 100, su única semana en la lista (apareció por debajo de ella durante una semana en el número 101, la semana anterior a su entrada oficial al Hot 100). Pese al éxito que tuvieron anteriores canciones en otros idiomas en Estados Unidos («Nel blu dipinto di blu (Volare)», «Sukiyaki», «Dominique»), los compradores prefirieron la versión original en inglés de «She Loves You», que logró auparse al número uno del Hot 100. 
«Komm, gib mir deine Hand», por otra parte, se incluyó como una de las pistas de Something New, el álbum estadounidense de los Beatles publicado por Capitol Records el 20 de julio de 1964.
Tanto «Komm, gib mir deine Hand» como «Sie liebt dich» aparecieron posteriormente en los recopilatorios Rarities, de 1978, y Past Masters, de 1988.

## Lista de canciones
- Disco de vinilo, 7":

| Lado A |                                                       |                                  |          |  |
| N.º    | Título                                                | Escritor(es)                     | Duración |  |
| 1.     | «Komm, gib mir deine Hand (I Want to Hold Your Hand)» | Lennon-McCartney-Nicolas-Hellmer | 2:26     |  |

| Lado B |                                  |                                   |          |  |
| N.º    | Título                           | Escritor(es)                      | Duración |  |
| 1.     | «Sie liebt dich (She Loves You)» | Lennon-McCartney-Nicolas-Montague | 2:19     |  |

## Personal
Komm, gib mir deine Hand
- George Harrison: voz, guitarra principal, palmas
- John Lennon: voz, guitarra rítmica, palmas
- Paul McCartney: voz, bajo, palmas
- Ringo Starr: batería, palmas
- George Martin: productor
- Otto Demmler: productor
- Norman Smith: ingeniero
- Jacques Esmenjaud: ingeniero

Sie liebt dich
- George Harrison: voz, guitarra principal
- John Lennon: voz, guitarra rítmica
- Paul McCartney: voz, bajo
- Ringo Starr: batería
- George Martin: productor
- Otto Demmler: productor
- Norman Smith: ingeniero
- Jacques Esmenjaud: ingeniero